# Leduc 0.10
Die Leduc 0.10 war ein Forschungsflugzeug aus Frankreich, das weltweit erste Flugzeug, das allein durch ein Staustrahltriebwerk angetrieben flog.

## Design
Entworfen von René Leduc 1938 wurde sie bei Ateliers d’Aviation Louis Breguet gebaut. Nach einer langwierigen – teilweise vor den deutschen Besatzungsbehörden geheim gehaltenen – Bauphase wurde das Flugzeug im Jahr 1947 fertig gestellt.
Das Flugzeug hatte einen doppelwandigen Rumpf mit der Kabine für den Piloten und Steuerung des Flugzeugs innerhalb der inneren Hülle. Der Ringspalt zwischen dieser und dem zylindrischen Mantel außen bildete den Einlass für das Staustrahltriebwerk.

## Geschichte
Ein Start ohne fremde Hilfe war nicht möglich, da Staustrahltriebwerke keinen Schub aus dem Stand oder geringer Fluggeschwindigkeit erzeugen können. Daher wurde die Leduc 0.10 durch ein Sud-Est-SE.161-Languedoc-Trägerflugzeug auf eine für den Start ausreichende Höhe und Geschwindigkeit gebracht.
Nach Testflügen des Languedoc/0.10-Verbundes begannen unabhängige Gleitflugtests der Leduc 0.10 im Oktober 1947.
Nach drei dieser Flüge wurde der erste Flug mit eigenem Antrieb am 21. April 1949 über Toulouse durchgeführt. In einer Höhe von 3,050 Metern (10.010 ft) wurde der Motor bei halber Leistung im flachen Sinkflug für 12 Minuten getestet, das Flugzeug erreichte dabei eine Geschwindigkeit von 680 km/h (420 mph).
In folgenden Tests erreicht die Leduc 0.10 eine Höchstgeschwindigkeit von Mach 0,85 und demonstrierte die Verwendbarkeit von Staustrahltriebwerken damit in der Praxis mit einer Steiggeschwindigkeit von 40 m/s (7900 ft/min) auf 11.000 m (36.000 ft). Diese Steigrate war größer als die zeitgenössischer Kampfjets.
Von den beiden ursprünglich gebauten Leduc 0.10 wurde die eine bei einem Unfall 1951 zerstört und die zweite im folgenden Jahr schwer beschädigt. Beide Piloten überlebten mit schweren Verletzungen.

## Leduc 0.11 und nachfolgende Prototypen
Zusätzlich wurde ein drittes Flugzeug gebaut und als Leduc 0.11 bezeichnet. Im Wesentlichen ähnlich der Leduc 0.10 besaß es je ein Turboméca-Marboré-I-Düsentriebwerk an jeder Flügelspitze, um eine bessere Flugkontrolle während der Landung zu gewährleisten. Diese flog zuerst am 8. Februar 1951, wurde aber ein paar Monate später wieder auf 0.10-Standards zurückgebaut, nachdem Probleme, einschließlich Beschlagen der Fenster des Piloten, der Triebwerks-Synchronisation und Flügelbiegung durch die Düsentriebwerke verursacht wurden. Die Düsentriebwerke wurden durch Ersatzmassen ersetzt, und das Flugzeug wurde ins Musée de l'Air et de l'Espace in Le Bourget gebracht.
Die größere Leduc 0.21 machte am 16. Mai 1953 ihren Erstflug bei einem Luftstart. Der Pfeilflügelüberschall-Abfangjäger Leduc 0.22 begannen die Tests am 26. Dezember 1956, ausgerüstet mit einem SNECMA-Atar-Turbojet, bevor das Programm 1958 beendet wurde.

## Technische Daten
- Besatzung: 2
- Länge: 10,25 m
- Spannweite: 10,52 m
- Flügelfläche: 16,0 m2 (172 ft2)
- Leergewicht: 1.700 kg
- Bruttogewicht: 2.800 kg
- Triebwerk: 1 × Leduc-Staustrahltriebwerk, 15,7 kN Schub
- Höchstgeschwindigkeit: 800 km/h